# 長者生活津貼
長者生活津貼（簡稱長生津或長津）是香港政府向65歲或以上，且有經濟需要的香港永久性居民發放的津貼:215:63-64，屬公共福利金計劃的其中一環。此項津貼計劃於2013年4月開始發放，當年的津貼金額會追溯至2012年12月。推出時政府預料會有40萬長者獲得資助，涉及每年額外62億港元公帑開支。截至2025年2月，領取津貼者每月可獲4,250港元。
受惠於長生津的75歲或以上人士亦可在香港享有免費公立醫院及診所服務；65歲或以上的人士則可享有長者裝修津貼及關愛基金的「長者牙科服務資助」。2018年7月，政府推出香港年金計劃，讓長者能在投保後於每月獲得固定收入，投保的資產不會計算在長生津的資產審查當中，不過每月的年金收入則會於長生津收入審查當中計算在內。另外，它在2020年1月1日起推出廣東及福建計劃，方便分別長期居住在廣東省及福建省的合資格香港長者，亦可受惠於相等於香港的福利。

## 歷史

### 提出與審議
2012年2月，香港行政長官候選人唐英年在候選政綱當中承諾若當選，那麼便會推行長者生活津貼，建議向65歲或以上，且資產低於18萬港元的長者每月派放3,000元。另一候選人梁振英則在次月於政綱提出特惠高齡津貼計劃，建議每月派放2,200元，同樣需經入息和資產審查。兩者的方案都建議長者生活津貼的領取門檻設定為當時高額高齡津貼的入息和資產限額:55、303。梁振英在成為行政長官後，於7月16日的立法會答問大會上提出以長者生活津貼的名義設立他在政綱提出的特惠高齡津貼計劃:303。
2012年10月，再度在施政報告中提出該建議。當中表示符合入息及資產限制人士，每月可以獲得2,200港元津貼。最快可以於2013年3月發放津貼，預料有40萬名長者受惠；計劃涉及每年約62億港元開支，若果不設資產審查，每年開支最高可以達到136億港元。社會民主連線和人民力量為回應民間對政府不願推行全民退休保障，只實行需經資產及收入審查長生津的批評，而在香港立法會財務委員會上拉布，提交了300多項修訂:304。「長者生活津貼」熱線同時在10月開始運作。
12月7日，政府表示因為計劃延期，故向財務委員會提交新的文件，當中內容沒有提及為長生津申請撥款，而只提及申請為長者生活津貼增加人手。上述修訂令財委會主席宣布社會民主連線和人民力量針對舊文件提出的所有修訂作廢:304。修改後議案經數名議員發言後便進入表決環節，最終獲通過。這一表決變相令長生津獲得通過。香港中文大學社會工作系副教授黃洪在2015年形容該次拉布為香港「歷史上最長」。社會福利署（社署）在12月期間為此一修訂增僱人手。

### 落實推行
2013年2月25日，社署率先向29萬名正在領取高齡津貼及通過入息資產申報的長者發出自動過戶通知書。如果長者仍然符合入息資產限額，則毋須回覆及申請，長者可以自動於同年4月5日開始領取長者生活津貼。此外，他們會獲社署一次性發放追溯至2012年12月的長生津差額，即合共6,640港元。2月27日，香港政府在財政預算案中表示該一計劃需額外83億元的撥款。社署在3月25日開始第二階段申請，向於70歲後領取高齡津貼者、領取普通傷殘津貼的65歲以上者、在第一階段沒收信的人士發出「黃色通知書」，通知他們若要領取長生津，則需提交申請書。4月2日開始，社署開展第三階段申請。符合資格的長者若於12月31日前申請，可領取2012年12月1日起的所有津貼款項。
同月5日，開始向獲發自動過戶通知書的長者發放津貼。12月，領取長生津的長者佔總長者人口的約4成。2014年2月17日，開始以郵遞方式通知於首階段獲取津貼的長者進行收入及資產覆檢。

### 高額長生津與資格放寬
2017年1月18日，梁振英發表任內最後一份施政報告，提出政府將增設較高額的長生津，向通過較低收入及資產限額審查的長者發放較高額的津貼，並放寬申請人的資產上限，提高至32.9萬元（單身）及49.9萬元（夫婦）；同時提出領取高額長生津的75歲或以上人士可享有免費公立醫院及診所服務。梁振英表示雖然增加後的金額（3,435元）可能對一些長者而言不足以生活，但同時認為社會不應只靠政府作為退休保障的唯一依靠對象。次月25日，財政司司長陳茂波表示因為長生津及醫療券政策調整，故預計將來5年香港政府的支出會大幅上升。3月17日，社署表示該署即日起在《二○一七年撥款條例草案》經立法會審議之前，預先接收有關放寬審查後的普通長生津的申請。而發放的金額將追溯到草案通過審議的月份。
5月18日，撥款獲通過。同月政府把長生津的資產上限調高:215。至於高額長生津，社署在當時表示由於需作調整電腦系統等預備工作，故預計2018年才會實施，而調整期間的約12個月全部高齡長生津金額可於2018年成功申請後領取。6月8日，為配合公立醫療收費調整，醫院管理局宣布將於下月起讓領取長者生活津貼的75歲或以上人士享有免費的公立醫療服務。
2018年4月3日，高額長生津開始接受申請，社署先向領取普通長生津且據記錄符合高額長生津資格的長者發放綠色通知書，通知他們將自動轉換為高額長生津。若不欲領取高額長生津和於當時不符合資格，則需要回函。5月2日，則向領取普通長生津但據記錄不符高額長生津，及領取傷殘津貼的長者發放黃色通知書，通知他們可接受資產及入息審查，以領取高額長生津。6月1日，高額長生津正式生效，並容許沒有領取任何社署福利金的長者申請。10月10日，行政長官林鄭月娥在施政報告中提出讓居於廣東省和福建省的香港居民也能領取津貼。

### 長生津合併與廣東及福建計劃
2019年11月1日，「廣東計劃」及「福建計劃」下的長生津開始接受申請，社署亦安排香港國際社會服務社為因健康問題而不能回港申請的長者完成會面及申請。2020年1月1日，「廣東計劃」及「福建計劃」下的長生津開始推行。同月14日，林鄭月娥在記者會中宣布將把高額長生津及普通長生津合拼，讓日後所有長生津領取者每月可領相當於高額長生津的金額，並提高資產限額至50萬。2021年10月6日，她再在施政報告中提出把普通及高額長生津合拼，讓所有領取者每月可領3,815元的津貼，把長生津申請者的資產限額劃一為36.5萬元（單身）及55.4萬元（夫婦）。勞工及福利局局長羅致光同月表示此一修改預計最快在2022年8月推行。2022年6月20日，社會福利署宣布上述修改將於9月1日推行。9月1日，普通長生津和高額長生津正式合併。

## 程序資格

### 基本資格
要成功申請長者生活津貼，申請人首先需在港居住7年，並在申請前過去一年沒離港超過90天。非法留港或非以定居理由而留在香港者會因此不符合規定。此外他們亦需「沒有受合法羈留或在懲教院所服刑」及「沒有領取公共福利金計劃下的其他津貼或綜合社會保障援助」。之後需經過入息及資產審查，證明上述兩者沒超過官方規定的限額（如下）。

### 入息及資產限額
截至2025年2月，領取長生津者的每月入息限額分別為10,770港元（單身人士）和16,440港元（夫婦），兩者的資產限額則分別為406,000港元和616,000港元。投放在香港年金計劃及香港其他年金計劃的資產並不計算在上述資產限額當中，不過投放人所收到的固定年金會當作收入計算。除此之外，自住物業及相關的逆按揭、保單逆按計劃的收入、申請人預購自用的骨灰龕、保險在市場上的價值、家人的援助金也不當作收入及資產處理。

### 覆檢機制
從2014年開始，社署開始覆檢領取津貼者的經濟狀況，以評估他們是否繼續符合領取長生津的資格。從2019年開始則進行定期覆檢，並把申報週期定為六年，當中每個領取者需進行一次全面覆檢和郵遞覆檢。前者需要領取者會見政府職員，後者則需遞交已完成的申報表。

## 迴響

### 扶貧效益
2012年10月，香港政府公布長者生活津貼計劃細節，勞工及福利局局長張建宗指出，長者生活津貼不同於高齡津貼。其設立為加強支援香港65歲或以上兼有需要人士的生活開支。香港特區政府強調，長者生活津貼計劃目的不為「敬老」，而是「扶貧」。香港大學社會工作及社會行政學系的葉兆輝在《香港貧窮問題真相》中形容長者生活津貼對扶貧有很大作用，但亦表示香港長遠應建立完善的保障制度:215。《大公報》的社論亦認同它「對清貧老人來說就是看得見、摸得着的最大實惠」。香港教育學院亞洲及政策研究學系系主任及教授周基利表示長生津等福利能彌補強積金計劃對低收入人士及家務料理者保障不足的問題。2012年，工黨張超雄認為最立竿見影的扶貧措施就是讓貧窮老人以個人身份申領綜援。他在2014年表示長生津因設有收入及資產審查，故在派發過程中會面對行政費和製造標籤的問題。2015年，政務司司長兼扶貧委員會主席林鄭月娥表示長生津因具備針對性，故扶貧效益較傷殘津貼和高齡津貼高。2017年6月，扶貧委員會成員羅致光同樣認為長生津減緩了香港的堅尼系數升幅。2018年11月，樹仁大學經濟及金融學系高級講師楊偉文表示長生津的扶貧效益較年金計劃高。
香港社會服務聯會（社聯）在政府提出原方案時表示資產限額過低，跟一般長者管有的資產不符，每月的津貼額也不足以應付生活。2017年，歐陽達初和黃和平在《未完成的香港社會保障：批判的導論》一著中指出長者生活津貼只覆蓋了長者每月開支的三分之二:306。歐陽達初和黃和平亦寫道，長生津長遠領取人數難以預測，因其取決於長者的資產及收入，故此可能出現開支大增的風險。他們亦批評資產限額（225,000元）與入息限額之間「不成比例」，表示5%年利率的年金計劃需約125萬元資產才等值於7,580元入息。最後他們寫道，此一政策事實上產生讓長者決定轉移資產到子女身上，以符合領取資格的漏洞。因此，即使政府長遠預計長生津的領取人數會隨強積金體系發展而下降，但難以估計未來有多少人會利用這一漏洞獲益:306。街坊工友服務處的梁耀忠亦批評香港政府的老人保障「令人感到很矛盾」，如高齡津貼不用審查，但長生津卻要審查，令人產生「究竟政府是想回饋長者還是扶貧？」的疑惑。2017年11月21日，《明報》的社評肯定了長生津等措施的初心，但仍表示由於貧窮涉及很多因素，這些措施能否顯著扶貧「仍是一大疑問」。2022年10月5日，《大公報》的社評仍指長生津金額過低。香港大學社會工作及社會行政學系榮休教授周永新亦於當時認同長生津的金額不足以讓人的每月收入高於貧窮線。他次年則表示長生津能讓長者擁有充足資源生活，而政府可把焦點轉移到醫療需求等其他長者面對的問題上。2024年，周永新建議把老人綜援跟長生津合併，以加強扶貧效益。

#### 研究
2016年香港政府的《香港貧窮情況報告》表示長生津讓約12萬人脫貧。2018年3月9日，政府統計處出版的《2016年中期人口統計主題性報告：長者》則把長者月入中位數「於10年間由3,200元顯著增至5,780元」歸因於長生津等福利。
根據朱岳峰等人於2019年為838位長者進行的分层抽样研究顯示，高額長生津會令長者的子女減少付出撫養費（挤出效应），因此反增加長者的支出及收入貧困率。不過研究者們表示高額長生津的扶貧效果仍不能從該研究下結論，因為他們沒有研究長者子女減少撫養費的原因。朱岳峰及周基利在另外一篇研究中同樣以該些長者作為樣本，結果發現高額長生津讓領取者更願參加娛樂活動、接受醫療服務、購買預防性産品，但對抑鬱症状没顯著影響。斯蒂芬·库纳（Stefan Kühner）及周基利在2020年進行的分層抽樣研究則顯示，符合資格領取一般長生津而沒有領取者比領取者感受到這一資格對自己存有更大的污名；除此之外，符合資格領取高額長生津而沒有領取者也比領取者更感受到社會對此的負面觀感。

### 審議方式
社會民主連線成員梁國雄批評長生津只惠及部分長者，並指責議案在通過時立法會秘書處沒有把他原初提出的修訂交還，令他不能針對新議案提出修訂。張超雄亦批評政府在通過議案上的做法為「開創壞先例」。財務委員會主席張宇人則認為梁國雄的指控「不實」，並表示自己已詢問議員還有沒有發言及跟從議事程序辦事。民主黨代主席劉慧卿則表示雖然民主黨不支持政府需讓70歲以上者也要經審查後才能拿取長生津的方案，但對拉布也持反對態度，故決定跟從議事程序。工黨主席李卓人認为政府不應把議案通過日期跟津貼的追溯日掛鈎。行政長官梁振英對在立法會上為阻攔長生津通過而拉布的議員持反對態度。立法會內務委員會主席梁君彥認為政府交給該會審議的時間太短，只有兩星期的審議時間，而且事前「缺乏諮詢」。廠商會立法會議員林大輝認為梁振英政府即使在提出長生津後表示會聆聽意見，但事實上已對原初方案有既定立場，沒有讓步空間。《蘋果日報》評論員盧峯認为立法會本身存有監管政府開支的作用，因此議員提出的修訂能讓「公帑更用得其所」。2017年，針對社會福利署預先接收有關放寬後的長生津申請一事，張超雄則指責這是「玩弄手段」，施壓避免立法會拉布及就有關修改提出修訂。民建聯主席李慧琼則對表明拉布的議員持批評態度，指預算案雖難令所有議員滿意，但拉布不是合適手段。

### 與全民退休保障的比較
社區組織協會主任何喜華及社聯業務總監蔡海偉認為長者生活津貼應只具過渡性質，最終應推行全民退休保障。民主黨南區區議員區諾軒亦批評擁有大量財政儲備的政府只願推行長生津，而非全民退休保障。2014年，立法會議員黃毓民批評全民退休保障與長生津及高齡津貼合計起來的開支差距只有百多億，批評政府不願開拓稅源推行全民退保。周永新在2012年表示該津貼由於給予有需要的長者更多援助，故有設有資產及人息審查的做法「可理解」。周永新亦在2015年建議把審查條件放寬和加大長生津的每月資助額，變相等同全民退保。
爭取全民退休保障聯席認為長者生活津貼所有開支由政府單方承擔，隨著人口老化加劇，開支會越來愈大，因此並不能代替多方供款的全民退休保障作為解決人口老化問題的方案。中大社會工作學系副教授黃洪亦有類似批評，認為由勞資政府三方供款的全民退保方案更有持續性。2017年9月6日，香港理工大學社會政策研究中心主任鍾劍華在《am730》上批評政府不願推行具融資成分的全民退保，只推行全由政府稅收支持的長生津，令公共財政壓力加重。
66名學者在2015年提出「全民養老金」學者方案，建議把長生津、高齡津貼、長者綜援的開支納入「全民養老金計劃」，由僱主及僱員兩方把強積金的一半注入養老金，再向大企業繳收多1.9%的利得稅。曾於長遠財政計劃工作小組任職的香港科技大學經濟發展研究中心主任雷鼎鳴認為上述方案因高估了未來領取長生津等福利的人數，沒考慮強積金令人們的資產高於福利的審查限額，故存有假設錯誤。行政會議召集人林煥光同年表示全民退保因涉及市民額外供款，故實際操作上會引來反對，反建議應優化長生津制度。2016年，社福界議員張國柱在對設立經濟審查的退休保障方案表示擔心製造標籤時，林鄭月娥反以沒長者不願意對外界透露自己在領取長生津作回應。2017年，林鄭月娥在上任行政長官後表示對全民退保持反對態度，表示應以長生津等措施幫助最需要幫助的人。
梁振英曾在2012年左右表示全民退保「值得去做」，但其任職行政長官期間只推行設有審查的長者生活津貼，而非全民退保。梁振英對此表示自己已在競選期間表明對全民退保有保留。時任政務司司長張建宗亦以此回應坊間質疑梁振英沒兌現承諾實施全民退保。他亦在2017年表示政府估算高額長者生活津貼於將來10年總共花費約755億元，比周永新等人提出的方案多花20多億元，但仍可在不用加稅及使用強積金的情況下應付；而政府已預留了支撐高額長生津開支5至6年的撥款，但建議政府於將來檢討稅制。
羅致光除了認同張超雄有關綜援的說法外，同時額外表示坊間的全民養老金方案的建議金額根本不能支撐長者的基本生活，只能讓只符合資格獲取高齡津貼和沒有申請任何老人福利者獲利。「全民養老金學者方案」180名學者聯署人之一陳志誠反指羅致光沒考慮綜援需以家庭為單位申請，需經嚴格的收入及資產審查，讓不少跟子女同住的長者失去資格；批評其把綜援平均金額獨立抽出，沒把建全長者的標準金額及殘疾長者的標準金額分開看待；而融資方案的財政可持續性亦比長生津高，認為政府會在財政緊張時收緊審查及減少津貼金額。中文大學社會工作學系副教授黃於唱在次年同樣肯定全民養老金的可持續性較長生津高，而且扶貧效果亦較大。勞工及福利局副局長徐英偉則以全民養老金非精準扶貧為由反對推行。爭取全民退休保障聯席在2018年4月14日批評長生津要申請的長者放棄資產，而且程序複雜，認為全民退保為更佳方案。徐英偉則反指全民退保會構成更大公共財政負擔。

### 修訂提議

#### 資產及收入限額
工黨、公民黨、民主黨、社民連、工聯會在政府提出原方案時要求它推行不帶資產審查的長生津。工聯會在議案通過後進一步建議實施70歲或以上的長者免審查，及建立更完善的退休保障制度。2013年，自由黨立法會紡織及製衣界議員鍾國斌表示，自由黨的立場是把資產審查標準設定為50萬元。2017年，行政長官參選人葉劉淑儀於政綱中提出讓75歲及80歲的長者領取較高額的長生津。2018年11月27日，工聯會向政府建議放寬長生津夫婦申請者的資產限額到80萬元（普通）及40萬元（高額）。2021年10月，民建聯常委顏汶羽認為應把年金計劃下的每月回報剔除在長生津的收入計算。2023年，工聯會立法會議員鄧家彪建議長生津的資產及收入限額應實施分級制，以鼓勵65歲左右的長者繼續工作。同年，工聯會立法會議員黃國亦建議提高長生津的每月入息限額至當時香港僱員的25個百分位數，以增加工作意願。葉兆輝認為，要求設立沒有資產及收入審查的長生津的建議會令不需要補助的人也收到津貼，造成資源浪費。而且考慮到香港長遠納稅人口及老年人口會分別下降和上升，故此把長生津的獲取條件設定得寬鬆會令未來納稅人口的負擔加重:182-183。

#### 其他建議
2015年，克莱门森大学經濟系副教授徐家健建議把老年綜援、長生津、高齡津貼三方整合，以節省行政成本。新民黨在2018年建議把長生津的離港限制取消。2019年，立法會議員何君堯建議提高長生津的每月發放金額。2020年，工聯會建議讓取消在廣東及福建生活的長者在申請長生津時的居港日數下限。

### 高額長生津
梁國雄抑和民建聯主席李慧琼在2017年批評高額長生津「資產上限太低」，質疑其效用。不過後者同時讚揚「雖然有不足之處，但也有提出政策方向」。立法會議員郭偉强同年表示高額長生津為「小修小補」，建議政府未來再研究退保政策。香港社會服務聯會業務總監（政策研究及倡議）黃健偉及《香港01周報》亦指政府不願推行全民退保是不理會民意。不過黃健偉亦相信梁振英最後一份施政報告在扶貧方面的民眾評分上升跟推行高額長者生活津貼有關。香港中華廠商聯合會則讚成此一修訂，指有助應對香港人口老化問題。香港經濟民生聯盟立法會議員梁美芬亦讚同此一修訂。香港理工大學應用社會科學系博士後研究員李允平在2018年表示，按政府預計，領取高額長生津的人佔了總計劃的大多數，那麼較好的做法是把領取普通長生津的人士也轉換成領取高額長生津。根據他的計算，上述方案對政府而言財政上可負擔，節省了運作成本，而且能讓長者「活得有尊嚴」。周永新形容把設立高額長生津和投放在年金的資產不用計算在長生津的資產限額的安排，「實際上已達到全民退休保障的要求」，但仍表示由於長生津設有資產審查，所以長者會因尊嚴受損而「不會感謝政府」，而且其增長速度會大於香港經濟及政府經常開支增長。

### 普通與高額長生津合併
邵家臻在2020年林鄭月娥宣布將把普通長生津和高額長生津合併時批評，這一措施讓資助金額接近過去坊間就全民退保計劃提出的金額，但政府一直以財政壓力為由拒絕推行全民退保，質疑「為何政府突然沒有了經濟負擔」。劉進圖同樣指責政府在政治因素下改變之前的財政決定——表示此一作風理應收斂。行政會議成員林正財則表示若把公共年金的每月收入計算在內，這已「接近全民退保」。嶺南大學經濟及教學政策學者周文港讚同這一修改，不過仍表示政策存在改善空間。2022年2月，立法會議員田北辰批評政府在合併一事上欠交代具體時間表。議員林振昇亦指政府若不在7月實施，則應補發差額。勞工及福利局副局長何啟明反對上述建議，表示政府原先只預計在2022年下半年實施，沒有預計是7月，因此不存在延期發放的問題。工聯會會長兼立法會議員吳秋北同年讚揚長生津合併是一件好事，因為不少長者需要一筆大額儲蓄應急，但未合併前的長生津變相鼓勵人不要準備較大額的應急資金。
周永新亦讚同其改革接近自己提出的全民退保方案，認為這一修改因反對逃犯條例修訂草案運動而制定，他亦建議於未來把資產限額提高。該一修改亦為社聯讚同。《香港01》的評論則指長生津「只算是安老政策的補漏拾遺」，長遠應表示推行全民退保，增加商界的參與。該評論亦指強積金、年金計劃、長生津同時推行的行政費較全民退保高，且前兩者不能分別保障低收入及非受僱勞動參與者和非高資產人士。民間團體「爭取全民退休保障聯席」亦批評年金計劃沒有應對通脹的機制，而強積金會受市場波動影響，因此不應只改革長生津，把未來的退休保障「押注在年金及強積金制度上」。
歐陽達初亦在2021年認同只把長生津合併而不考慮具融資成分的全民退保，會讓政府需面對加稅壓力。社區組織協會幹事吳衛東在2022年6月21日認同這一修改之外，亦表示應提高單人及夫婦的長生津資產審查限額至50萬元及100萬元。立法會議員周小松同樣認同應提高資產上限及津貼水平。歐陽達初則建議開拓稅源以應對未來持續上升的開支。《香港01》記者湯文詩亦有類似觀點，表示政府不開拓稅源是「自製財政困局」，而且長生津的金額應提高。

## 外部連結
- 長者生活津貼 - 社會福利署 （页面存档备份，存于）